# Municipio de Alto Songo
Municipio de Alto Songo är en kommun i Kuba.   Den ligger i provinsen Provincia de Santiago de Cuba, i den sydöstra delen av landet, 800 km öster om huvudstaden Havanna.